# أدولف ماربو
أنطوان أدولف مارسيلان ماربو، المعروف باسم أدولف ماربو (بالفرنسية: Antoine Adolphe Marcelin Marbot و النطق: ‎/adɔlf maʁbo/‏)، جنرال فرنسي، ولد في 22 مارس 1781، وتوفي في 2 يونيو 1844 في التيلاك في فرنسا.

## الجوائز
- وسام جوقة الشرف (الإمبراطورية الفرنسية): رتبة فارس سنة 1807م.
- وسام القديس لويس (مملكة فرنسا): رتبة فارس سنة 1814م.
- وسام جوقة الشرف (مملكة فرنسا): رتبة ضابط سنة 1831م.
- وسام جوقة الشرف (مملكة فرنسا): رتبة قائد سنة 1832م.